# 羅貝爾·德·奧爾良
羅貝爾·德·奧爾良（法語：Robert d'Orléans，1840年11月9日—1910年12月5日），沙特爾公爵，法國王儲斐迪南·菲利普的次子。

## 早年
羅貝爾的父親在1842年意外去世，使羅貝爾的哥哥菲利普成為王位繼承人。然而，1848年的二月革命使羅貝爾的祖父路易-菲利普一世失去王位，羅貝爾和家人流亡英國。1861年美國南北戰爭爆發，羅貝爾和哥哥被派往美國加入聯邦軍，受將軍喬治·B·麥克萊倫的指揮。

## 家庭
1863年，羅貝爾與堂妹法蘭索瓦絲結婚，兩人共有3子2女：
1. 瑪麗（英语：Princess Marie of Orléans (1865–1909)）（1865年—1909年），丹麥瓦爾德馬王子的妻子
2. 羅貝爾（1866年—1885年），早逝
3. 亨利（英语：Prince Henri of Orléans）（1867年—1901年）
4. 瑪格麗特（1869年—1940年），帕特里斯·麥克馬洪之子馬利-阿爾曼的妻子
5. 若望（1874年—1940年），吉斯公爵，奥尔良派王位覬覦者